# Iskandar Hatloni
Iskandar Hatloni (în tadjikă Искандар Хатлонӣ; n. 12 octombrie 1954, Kulob, Republica Sovietică Socialistă Tadjikă – d. 21 septembrie 2000, Moscova, Rusia) a fost un jurnalist tadjic, colaborator al Radio Europa Liberă. A fost ucis la Moscova, Rusia, în timp ce documenta cel de-al doilea război cecen.

## Biografie
În anii 1980, în primele luni de glasnost în Uniunea Sovietică, Hatloni a început să lucreze în funcția de corespondent BBC. În 1996, a devenit corespondent în limba tadjică la Radio Europa Liberă din Praga. Pe lângă activitatea jurnalistică, Hatloni scria și poezii, publicând patru volume de versuri.
Înainte de a fi omorât, Hatloni fusese repartizat la Moscova pentru a relata despre încălcările drepturilor omului în Cecenia.

### Asasinare
În seara zilei de 22 septembrie 2000, Hatloni a fost atacat cu toporul de un individ necunoscut în apartamentul său din Moscova. El a fost lovit de două ori în cap, apoi a ieșit afară și s-a prăbușit pe trotuar. Ulterior, a fost descoperit de un trecător și a fost transportat la Spitalul Botkin din Moscova, unde a murit în aceeași seară din cauza rănii grave la cap.
S-a speculat că crima este legată de relatările acestuia pe subiectul războiului din Cecenia, un subiect sensibil din punct de vedere politic și periculos pentru jurnaliștii ruși care îl abordau. În primăvara precedentă, Igor Domnikov⁠(d) de la Novaia gazeta⁠(d) fusese ucis în timp ce documenta abuzurile comise de forțele armate ruse în Cecenia. Modul în care Radio Europa Liberă acoperea mediatic conflictul din Cecenia a provocat Agenția Federală de Presă a Rusiei să declare acest post de radio independent ca fiind „ostil statului nostru”. Poliția moscovită a deschis o anchetă penală cu privire la asasinarea lui Hatloni, dar pe acest caz nu a fost efectuat niciun arest.
Soția lui Hatloni se numea Kimmat; el avea o fiică dintr-o căsătorie anterioară. A fost înmormântat în țara sa natală, Tadjikistan.